# Старая Чекалда
Старая Чекалда (тат. Старая Чекалда) — село в Агрызском районе Республики Татарстан, административный центр Старочекалдинского сельского поселения.

## География
Расположено в 62,5 км по автодорогам к югу от Агрыза, на речке Чекалдинка, невдалеке от границы с Киясовским районом Удмуртии. Постановлением Кабинета Министров Республики Татарстан входит в перечень населённых пунктов, находящихся в отдалённых или труднодоступных местностях.

## История
Деревня основана в 1810-х годах выходцами из деревни Нарядово (Ожгихино) Сарапульского уезда Вятской губернии.
В «Списке населённых мест Российской империи», изданном в 1876 году, населённый пункт упомянут как удельная деревня Чекалда 1-я 2-го стана Елабужского уезда Вятской губернии, при речке Чекалде, расположенная в 95 верстах от уездного города Елабуга. Здесь насчитывалось 53 двора и проживало 544 человека (239 мужчин и 305 женщин), действовала православная часовня.
В 1887 году в селе Старая Чекалда Старо-Чекалдинского сельского общества Пьяноборской волости проживало 812 русских в 141 дворе (396 мужчин и 416 женщин). Земельный надел села составлял 1035,4 десятины земли (в том числе 26,3 десятины усадебной земли, 869,5 десятин пашни, 85,7 — сенокоса, 6,5 — выгона, 8 десятин подушного леса и 39,4 — неудобной земли). У жителей имелось 202 лошади, 259 коров и 535 единиц мелкого скота (овец, свиней и коз); 151 человек занимались местными промыслами (в том числе 73 подёнщика, занимались также смолокурением), 6 — отхожими промыслами (в том числе 3 извозчика). Было 99 грамотных и 21 учащийся.
По переписи 1897 года в селе проживало 809 человек (376 мужчин, 433 женщины), из них 807 православных.
В 1905 году в селе Старая Чекалда Пьяноборской волости Елабужского уезда проживало 800 человек (350 мужчин, 450 женщин) в 162 дворах. В начале XX века действовали церковь Николая Чудотворца (построена в 1875 году), церковно-приходская школа (открыта тогда же), сапожная и кузнечная мастерские (основаны в 1909 году), базар.
В 1908 году создан опытный аграрный участок, в 1911 году открылась земская школа.
В 1918 году село стало центром Старочекалдинской волости.
В 1920 году был крупный пожар, сгорело 98 домов.
С 1921 года село было в составе Агрызского, с 1924 года — Елабужского кантона ТАССР, с 1928 года — в Челнинском кантоне. С 10 августа 1930 года — в Красноборском районе, с 28 октября 1960 года — в Агрызском районе (с 1 февраля 1963 года по 4 марта 1964 года — в Елабужском сельском районе). В 1948 году — центр Старочекалдинского сельсовета. После 1948 года в состав села вошёл посёлок Ильинский, примыкавший к селу с севера.
В 1930 году церковь была закрыта, её здание стало использоваться как сельский клуб. В том же году организован колхоз «Якорь», разделённый в 1944 году на 2 колхоза – имени Чапаева (Старая Чекалда) и имени Чкалова (посёлок Ильинское).
В 1960 году эти колхозы были объединены под названием «Дружба» с колхозом села Кадряково. В 1988 году из колхоза «Дружба» выделился колхоз «Кадряково». В 1998 году колхоз «Дружба» реорганизован в СПК «Русь».
В 1975 году школа стала средней, с 2008 года — начальная школа — детский сад.

## Население
По переписи 2010 года в селе проживало 346 человек (153 мужчины, 193 женщины).
| 1859 | 1887 | 1897 | 1905 | 1920 | 1926 | 1938 | 1949 | 1958 | 1970 | 1989 | 2002 | 2010 |
| ---- | ---- | ---- | ---- | ---- | ---- | ---- | ---- | ---- | ---- | ---- | ---- | ---- |
| 544  | 812  | 809  | 800  | 952  | 934  | 541  | 713  | 620  | 651  | 461  | 370  | 346  |

Национальный состав
Согласно результатам переписи 2002 года, в национальной структуре населения русские составили 92 %.

## Инфраструктура и улицы
В селе действуют начальная школа — детский сад, сельский клуб, ФАП, библиотека, отделение почтовой связи, 2 магазина и электроподстанция. В 2000 году село газифицировано. В 2008 году до центра села проложена дорога с асфальтированным покрытием. В селе 6 улиц. Детский сад перестал работать. В Старой Чекалде остался 1 магазин. 